# Twister (álbum)
Twister é o primeiro álbum de estúdio da banda de mesmo nome, lançado em 2000 pela gravadora Abril Music. Esse álbum vendeu mais de 250 mil cópias no Brasil, isso pelo desempenho do single "40 Graus", que obteve uma boa repercussão nas rádios e ganhou videoclipe.

## Faixas
| N.º            | Título                                              | Compositor(es) | Duração |  |
| 1.             | "Um Dia de Cão"                                     |                | 3ː48    |  |
| 2.             | "40 Graus"                                          |                | 3ː37    |  |
| 3.             | "Amor a Três"                                       |                | 3ː12    |  |
| 4.             | "Margarida"                                         |                | 3ː51    |  |
| 5.             | "Se Um Dia Eu Tiver Você (Supersolo)"               |                | 4ː15    |  |
| 6.             | "Quero Paz"                                         |                | 3ː42    |  |
| 7.             | "A História Desse Amor"                             |                | 4ː19    |  |
| 8.             | "Animal (We Got At All)"                            |                | 3ː34    |  |
| 9.             | "Perdi Você"                                        |                | 3ː55    |  |
| 10.            | "Everybody"                                         |                | 3ː07    |  |
| 11.            | "Coração Perfeito (Corazón Perfecto)"               |                | 3ː21    |  |
| 12.            | "Foi Bom"                                           |                | 4ː13    |  |
| 13.            | "A Todo Pulmão (Todo a Pulmón)"                     |                | 4ː22    |  |
| 14.            | "Pra Felicidade Geral (Miss You (In So Many Ways))" |                | 3ː39    |  |
| Duração total: | Duração total:                                      | Duração total: | 53ː03   |  |

## Vendas e certificações
| Brasil (ABPD)                             | Platina | 2000 | 250.000* |
| *número de vendas baseado na certificação |         |      |          |